# Anthropogammamétrie

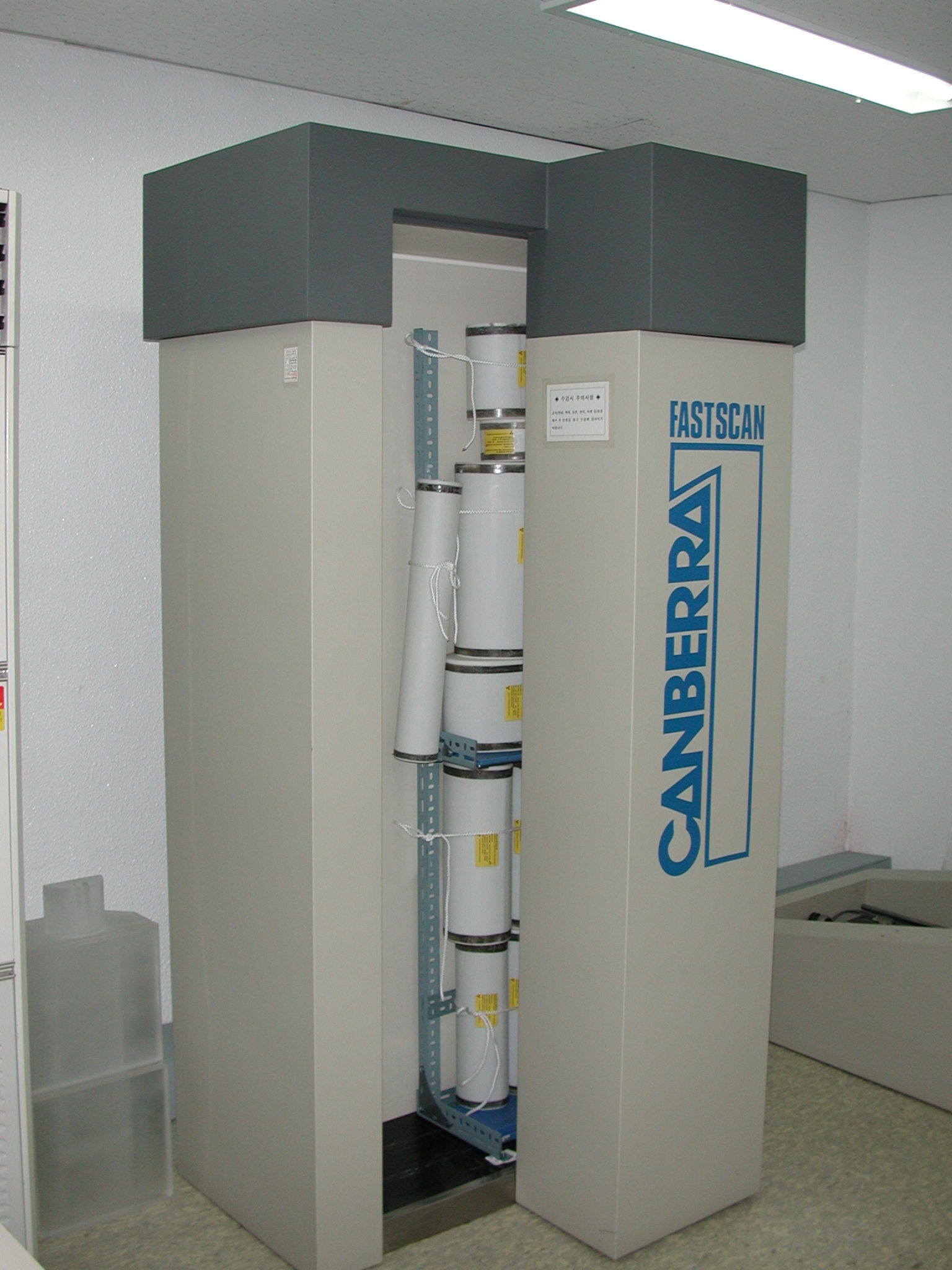
Cabine d'anthropogammamétrie pour une mesure debout.

L'anthropogammamétrie est une technique de mesure physique de la radioactivité du corps humain. 

## Principe
Les rayons gamma émis par un élément radioactif à l'intérieur du corps humain dont l'énergie est suffisante pour s'en échapper peuvent être détectés par un scintillateur ou un détecteur à semi-conducteur placé à proximité du corps. Cependant, des rayons gamma de plus faible énergie ne s'échappent pas du corps humain et sont absorbés ou produisent d'autres interactions et perdent de l'énergie. Ceci doit donc être pris en compte pour chaque comptage.
Les avantages de l'anthropogammamétrie sont qu'elle mesure directement la radioactivité de corps humain sans passer par des méthodes indirectes (telle l'analyse urinaire) et qu'elle peut mesurer l'effet des radionucléides insolubles dans les poumons. 
Cependant, cette technique ne peut être utilisée que pour des éléments émetteurs de rayons gamma (sauf exception) et ne peut pas faire la différence entre contamination interne et externe. De plus il est impossible de différencier la présence d'émetteurs gamma à la même énergie. Les radiations provenant d'éléments émetteurs alpha et beta ne peuvent être détectés directement car elles sont en très grande partie absorbées par le corps humain. Cette technique permet tout de même de détecter les rayons gamma coïncidents provenant de la désintégration alpha et la radioactivité de nucléides parents ou fils.